# Pretash Zeka
Pretash Zeka Ulaj (ur. 1882 w Koći, zm. 1962) – albański wojskowy, jeden z dowódców w antyosmańskim powstaniu z 1911 roku, uczestnik toczącej się w jego ramach bitwy pod Dečići. W 2004 roku na jego cześć odsłonięto popiersie w miejscowości Koći.